# Procynodictis
Procynodictis és un gènere extint de mamífer. Fou descrit per Wortman i Matthew el 1899 i conté dues espècies: P. progressus i P. vulpiceps. Ha estat identificat com a avantpassat d'Hesperocyon.